# Hippopsicon densepunctatum
Hippopsicon densepunctatum là một loài bọ cánh cứng trong họ Cerambycidae.